# Web Entertainment
WEB Entertainment este o casă de discuri din Detroit condusă de producătorii supranumiți Bass Brothers. Este cel mai bine cunoscută pentru producerea ambelor albume independente ale lui Eminem, Infinite și demo-ului Slim Shady EP, înainte ca acesta să semneze cu Interscope Records și Aftermath Entertainment.
WEB Entertainment a fost creditat pe fiecare dintre albumele lui Eminem produse de casele mari de discuri până la The Marshall Mathers LP 2, iar Bass Brothers au continuat să producă și să coproducă majoritatea pieselor sale până la The Eminem Show.
Artistul horrorcore din Detroit, King Gordy, și-a lansat albumul de debut intitulat The Entity, prin WEB Entertainment, în 2003. În același an, trupa de power-pop The Romantics și-a lansat albumul 61/49.
În 2010, WEB Entertainment a lansat un EP al rapperului surd Sean Forbes din Detroit intitulat „I’m Deaf” cu un videoclip muzical omonim, care a primit aclamare națională de la Mitch Albom în Parade Magazine.

## Artiști

### Foști
- Eminem
- King Gordy
- Sean Forbes

## Discografie
| Artist        | Album                     | Detalii                       |
| ------------- | ------------------------- | ----------------------------- |
| Eminem        | Infinite                  | - Lansare: Noiembrie 12, 1996 |
| Eminem        | Slim Shady EP             | - Lansare: Decembrie 16, 1997 |
| Eminem        | The Slim Shady LP         | - Lansare: Februarie 23, 1999 |
| Eminem        | The Marshall Mathers LP   | - Lansare: Mai 23, 2000       |
| Eminem        | The Eminem Show           | - Lansare: Mai 26, 2002       |
| Eminem        | Encore                    | - Lansare: Noiembrie 12, 2004 |
| Eminem        | Curtain Call: The Hits    | - Lansare: Decembrie 6, 2005  |
| Eminem        | Relapse                   | - Lansare: Mai 15, 2009       |
| Eminem        | Recovery                  | - Lansare: Iunie 18, 2010     |
| Eminem        | The Marshall Mathers LP 2 | - Lansare: Noiembrie 5, 2013  |
| King Gordy    | The Entity                | - Lansare: Iunie 24, 2003     |
| The Romantics | 61/49                     | - Lansare: Septembrie 9, 2003 |
| Sean Forbes   | Perfect Imperfection      | - Lansare: Septembrie 4, 2012 |